# Бяковское
Бяковское — деревня в Кирилловском районе Вологодской области.
Входит в состав Ферапонтовского сельского поселения, с точки зрения административно-территориального деления — в Ферапонтовский сельсовет.
Расстояние по автодороге до районного центра Кириллова — 23,5 км, до центра муниципального образования Ферапонтово — 2,5 км. Ближайшие населённые пункты — Дергаево, Теряево, Глебовское, Яршево, Мурганы, Ереминское.
По переписи 2002 года население — 9 человек.